# Skylla

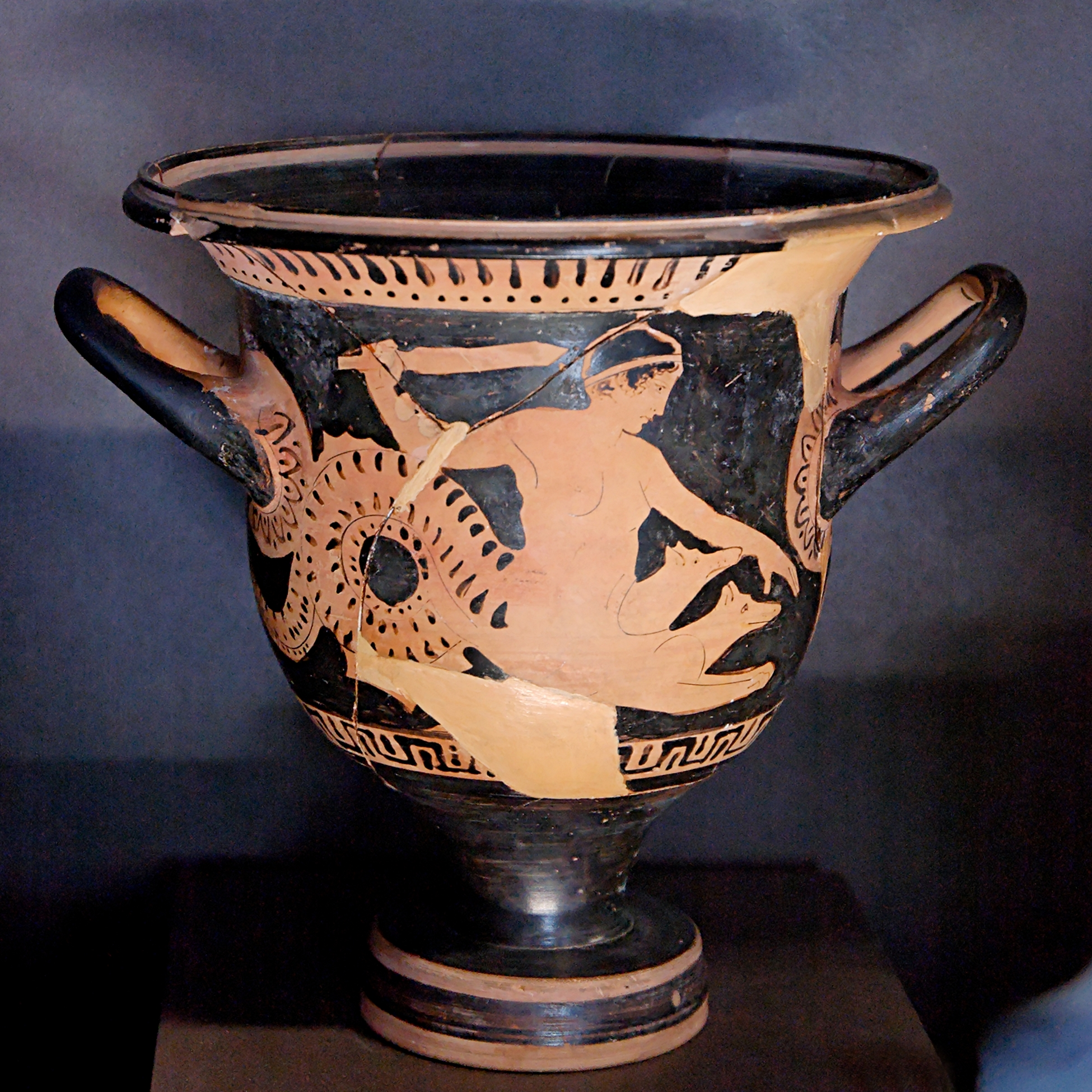
Darstellung der Skylla auf einem rotfigurigen böotischen Krater, Paris, Louvre CA 1341, um 450–425 v. Chr.

Skylla (altgriechisch Σκύλλα Skýlla, vgl. auch σκύλλειν skýllein, deutsch ‚zerreißen, quälen, plagen‘; lateinisch Scylla, daraus deutsch auch Szylla) ist ein Meeresungeheuer aus der griechischen Mythologie mit dem Oberkörper einer jungen Frau und einem Unterleib, der aus sechs Hunden besteht. 

## Mythologie
Über Skylla gibt es verschiedene Sagen. Nach Ovid ist sie die Tochter der Nymphe Krataiis und wird von Glaukos umworben. Weil Skylla dies nicht erwidert, begibt sich Glaukos zu der Zauberin Kirke, um sich zumindest von der heftigen Liebesglut heilen zu lassen. Kirke aber ist eifersüchtig auf Skylla, da sie sich selbst in Glaukos verliebt hat. Und so vergiftet Kirke das Gewässer, in dem Skylla sich gerne aufhält. Nachdem diese dort ein Bad genommen hat und aus dem Wasser gestiegen ist, wachsen ihr aus dem Unterleib sechs Hundeköpfe und zwölf Hundefüße. Skylla haust dann gegenüber einem anderen Ungeheuer namens Charybdis bei einem Felsen an der Meerenge zwischen Sizilien und Italien. Zusammen sind sie zwei unvermeidliche, gleich große Übel. Die laut Aussage der Kirke unsterbliche Skylla frisst alles, was lebt und in ihre Reichweite kommt, und ergreift mit ihren Fangarmen vor allem unvorsichtige Seefahrer, die ihr deshalb zu nahekommen, weil sie Charybdis entgehen wollen. Als Odysseus durch die Enge fährt, frisst sie sechs seiner Gefährten.

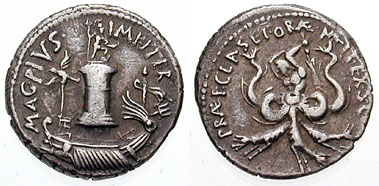
Darstellung der Skylla auf einer Münze des Sextus Pompeius aus dem Jahr 42 v. Chr., auf der Vorderseite der Leuchtturm von Messina

In manchen Quellen wird Skylla auch mit Skylla, der Tochter des Nisos, in Verbindung gebracht. Nach einem anderen Stammbaum der griechischen Götter stammt Skylla von Phorkys und Hekate ab.
Seneca erwähnt in seinem 79. Brief an Lucilius einen Felsen namens Skylla, der für die Schifffahrt so gefährlich auch wieder nicht sei. Nach der Skylla ist der Ort Scilla an der Straße von Messina benannt, wo sie späteren Legenden nach gehaust haben soll.
Der norwegische Mönch Theodoricus Monachus (12. Jahrhundert) hielt Pentland Firth für die Meerenge von Skylla und Charybdis.
In seinem 2008 erschienenen Buch Homers Wilder Westen geht der Historiker Heinz Warnecke davon aus, dass der reale Ort für Skylla die Meerenge von Rhion zwischen dem Golf von Patras und dem Golf von Korinth ist. Wetterphänomene erzeugen hier heute noch Wasserhosen, die in der Antike als Arme eines Ungeheuers interpretiert wurden, die Seeleute vom Deck ihrer Schiffe reißen konnten.

## Bildliche Darstellungen

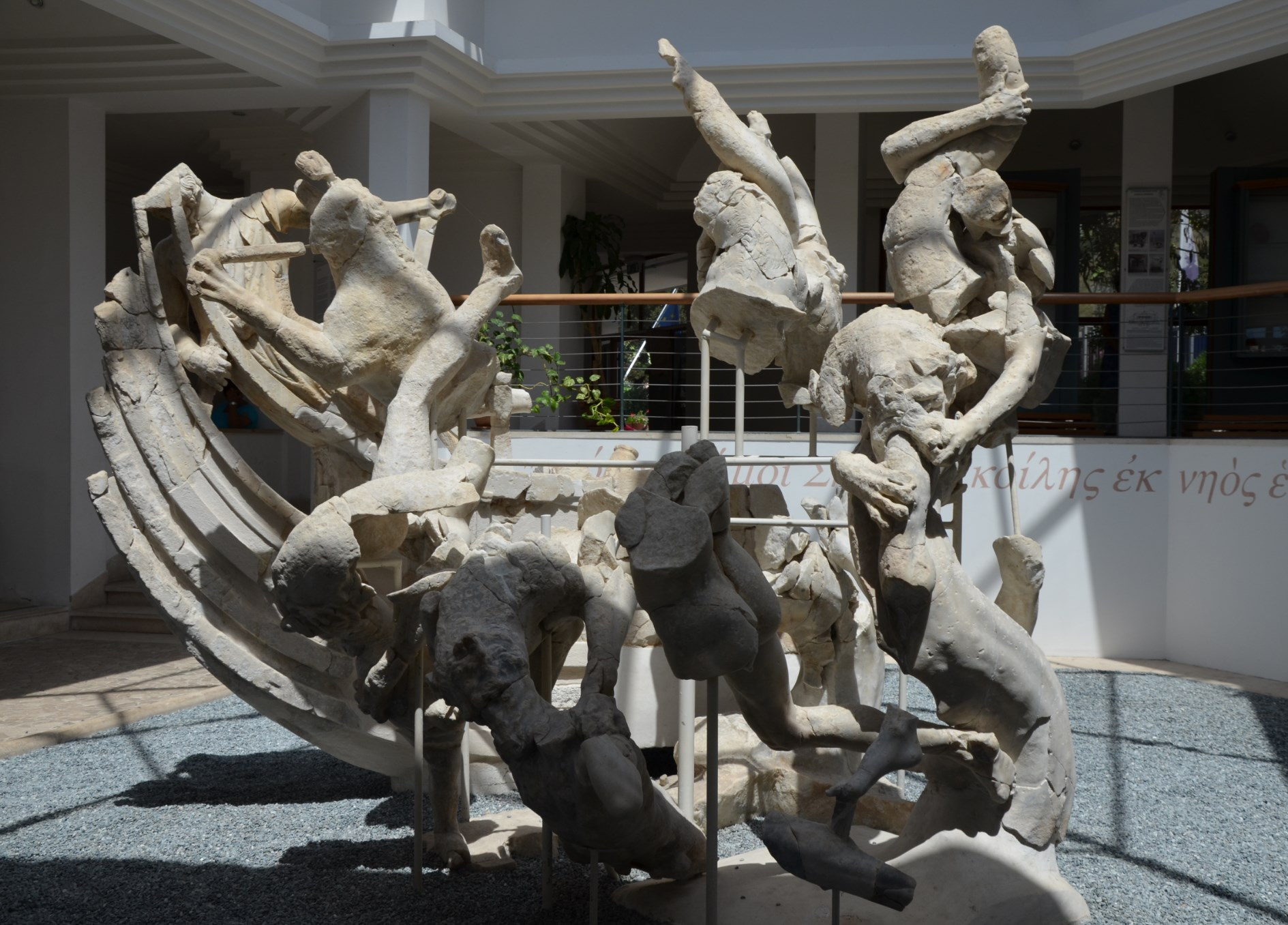
Skyllagruppe von Sperlonga

Eine bekannte hellenistische Statuengruppe aus der Villa des Tiberius in Sperlonga, die sogenannte Skylla-Gruppe, zeigt das Ungeheuer beim Angriff auf Odysseus und seine Männer.

## Redewendung
In der Alltagssprache taucht Skylla in der Redewendung „zwischen Skylla und Charybdis“ auf. Dies bezeichnet ein Dilemma, bei dem man vor der ausweglosen Wahl zwischen zwei Übeln steht oder zwischen zwei unumgehbaren Gefahren entscheiden muss. Es ist unmöglich, ohne Schaden aus diesem Dilemma herauszukommen.